# Asociación Juvenil Barrio Traut
La Asociación Juvenil Barrio Traut, conocida simplemente como Barrio Traut es una entidad social y deportiva multidisciplinaria de la ciudad de Las Flores, Buenos Aires.
 Su principal actividad es el fútbol, en la que participa del campeonato regular de Primera División de la Liga de fútbol de Las Flores. Por medio de la misma, se encuentra indirectamente afiliado a la Asociación del Fútbol Argentino.En 2015 participó en el Torneo Federal C, quinta categoría para los equipos indirectamente afiliados. El "tractor amarillo" hizo muy buena campaña llegando a octavos de final. Perdiendo de local contra Independiente, de la ciudad de Tandil. El mismo tenía como incorporación a Mariano Messera reconocido jugador. 
 La sede social del club se encuentra ubicada en la esquina de Av. Rivadavia y 17 de Octubre de la ciudad de Las Flores.

## Historia
Barrio Traut fue fundado en septiembre de 1986 pasado el mundial de México 86 por un grupo de jóvenes del "Barrio Traut", un barrio de la ciudad, que practicaban fútbol. En el año 1994 el equipo comienza a disputar los campeonatos organizados por la Liga de fútbol de Las Flores. Desde su fundación, ha participado en los campeonatos de quinta división en los años 2012, 2013 y 2015.

## Símbolos del Club

### Uniforme
- Titular: camiseta amarilla con detalles negros, pantalones negros y medias amarillas con detalles negros y blancos.
- Suplente: camiseta blanca con detalles negros, pantalones blancos y medias amarillas con detalles negros y blancos.

### Indumentaria

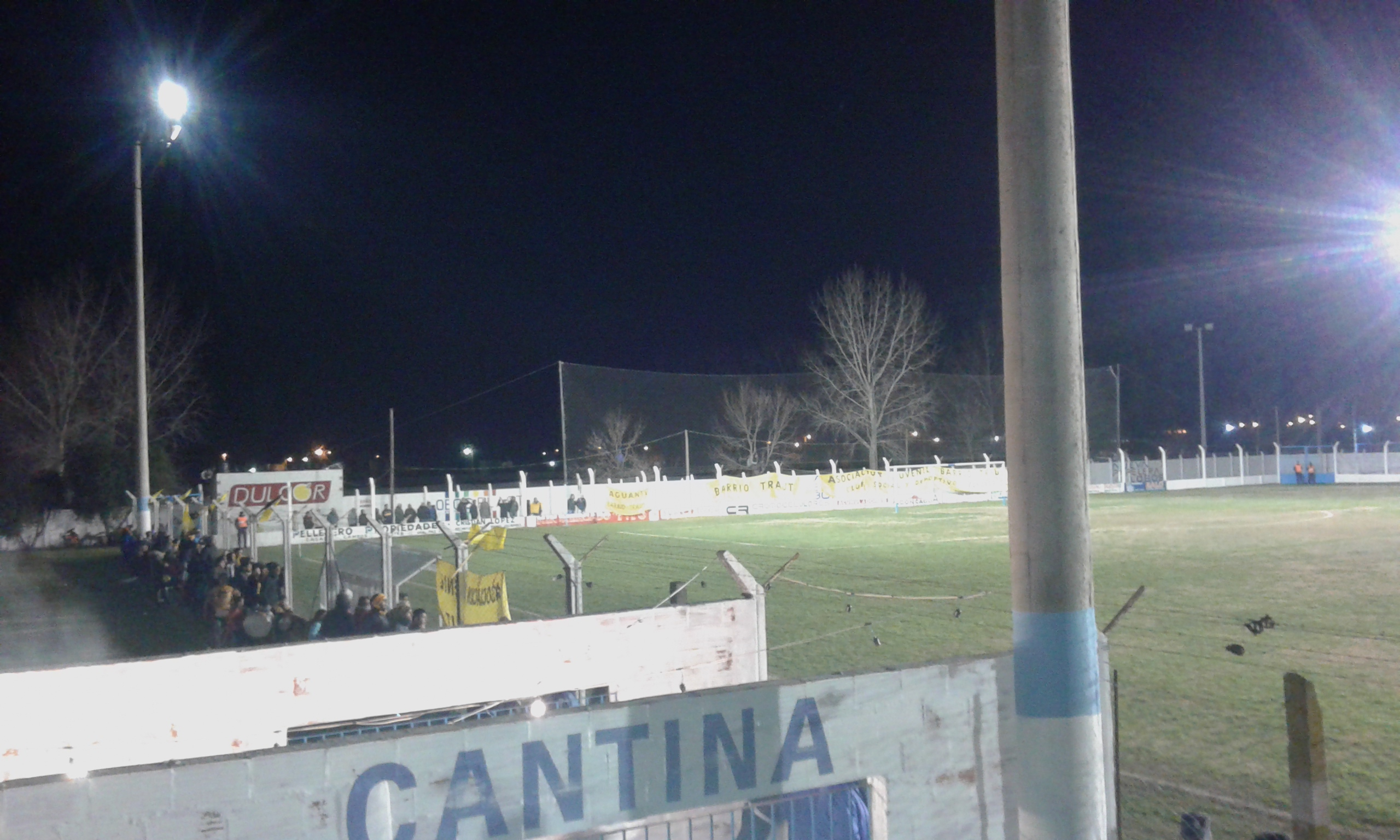
Hinchada del Barrio Traut

| Período           | Proveedor |
| ----------------- | --------- |
| 2015 - actualidad | Signia    |

- Datos: Q20014098